# August von Amelunxen
Ernst August Emil Freiherr von Amelunxen (* 11. Oktober 1828 in Koblenz; † 11. Dezember 1900 in Peckelsheim) war ein preußischer Generalleutnant.

## Leben

### Herkunft
Er stammte aus dem westfälischen Uradelsgeschlecht von Amelunxen und war der Sohn von Arnold von Amelunxen (* 30. November 1792 in Erfurt; † 17. März 1859 in Höxter) und dessen Ehefrau Arnoldine, geborene von Bellmont (* 5. September 1802 in Erfurt; † 19. Oktober 1833 in Köln). Sein Vater war Major a. D. sowie Mitbesitzer von Hofgeismar und Kelze. Sein Onkel väterlicherseits war der kurhessische Generalleutnant Aloysius von Amelunxen.

### Militärkarriere
Amelunxen war zunächst seit Oktober 1840 Kadett in Bensberg und Berlin. Er wurde im Anschluss am 2. Mai 1846 als Portepeefähnrich dem 15. Infanterieregiment der Preußischen Armee überwiesen. Dort folgte am 12. August 1848 seine Beförderung zum Sekondeleutnant. Als solcher nahm Amelunxen 1849 während des Feldzuges in Jütland an den Gefechten bei Dons, Vejle sowie Aarhus teil und zeichnete sich dabei wiederholt durch persönliche Tapferkeit aus. Daher wurde er am 15. Dezember 1852 zum Regimentsadjutanten ernannt.
Im weiteren Verlauf seiner Militärkarriere nahm Amelunxen an den Einigungskriegen 1864 gegen Dänemark und 1866 gegen Österreich teil. Während des Deutsch-Französischen Krieges kämpfte er in den Schlachten bei Colombey, Gravelotte, Noisseville und Amiens. Ferner befand er sich bei der Belagerung  von Metz sowie den Gefechten bei Robert-le-Diable und Moulineaux. Dafür erhielt er am 25. September
1870 das Eiserne Kreuz 2. Klasse und am 6. Januar 1871 das Eiserne Kreuz 1. Klasse.
Vom 3. Februar 1877 bis 11. Juni 1880 war er Kommandeur des Infanterie-Regiments Nr. 45, wurde anschließend Generalmajor und Kommandeur der 59. Infanterie-Brigade sowie am 15. Mai 1883 Kommandeur der 42. Infanterie-Brigade. Am 18. August 1885 erhielt Amelunxen den Charakter als Generalleutnant und wurde gleichzeitig zum Kommandanten von Frankfurt am Main ernannt. Unter Verleihung des Patents zu seinem Dienstgrad folgte am 11. Februar 1886 seine Ernennung zum Kommandanten von Stettin. Von diesem Posten wurde er am 3. August 1886 entbunden und unter Verleihung des Sterns zum Roten Adlerorden II. Klasse mit Eichenlaub und Schwertern am Ringe mit Pension zur Disposition gestellt.
Er widmete nun seinem Gut Eddessen und begann mit der Förderung des landwirtschaftlichen Vereinswesens.  Er gehörte der Landwirtschaftskammer der Provinz Westfalen an, war Vorstand des landwirtschaftlichen Hauptvereins Paderborn und war Vorsitzender des landwirtschaftlichen Kreisvereins Warburg. Daneben war er auch Mitglied des Kreistages des Kreises Warburg.

### Familie
Er hatte sich am 3. Oktober 1865 in Helmern mit Wilhelmine Freiin Spiegel von und zu Peckelsheim (* 5. Dezember 1839 in Helmern; † 23. Juli 1916 in Böddeken) verheiratet. Aus der Ehe gingen mehrere Kinder hervor:
- Adolf Wilhelm Paul (* 17. Dezember 1866)
- Arnoldine Charlotte Marie (* 20. September 1868)
- Wilhelmine Marie (* 21. Januar 1872)
- Herbold (* 22. Juni 1873)
- Marie Elisabeth Charlotte (* 18. Februar 1882)